# Onondaga Creek

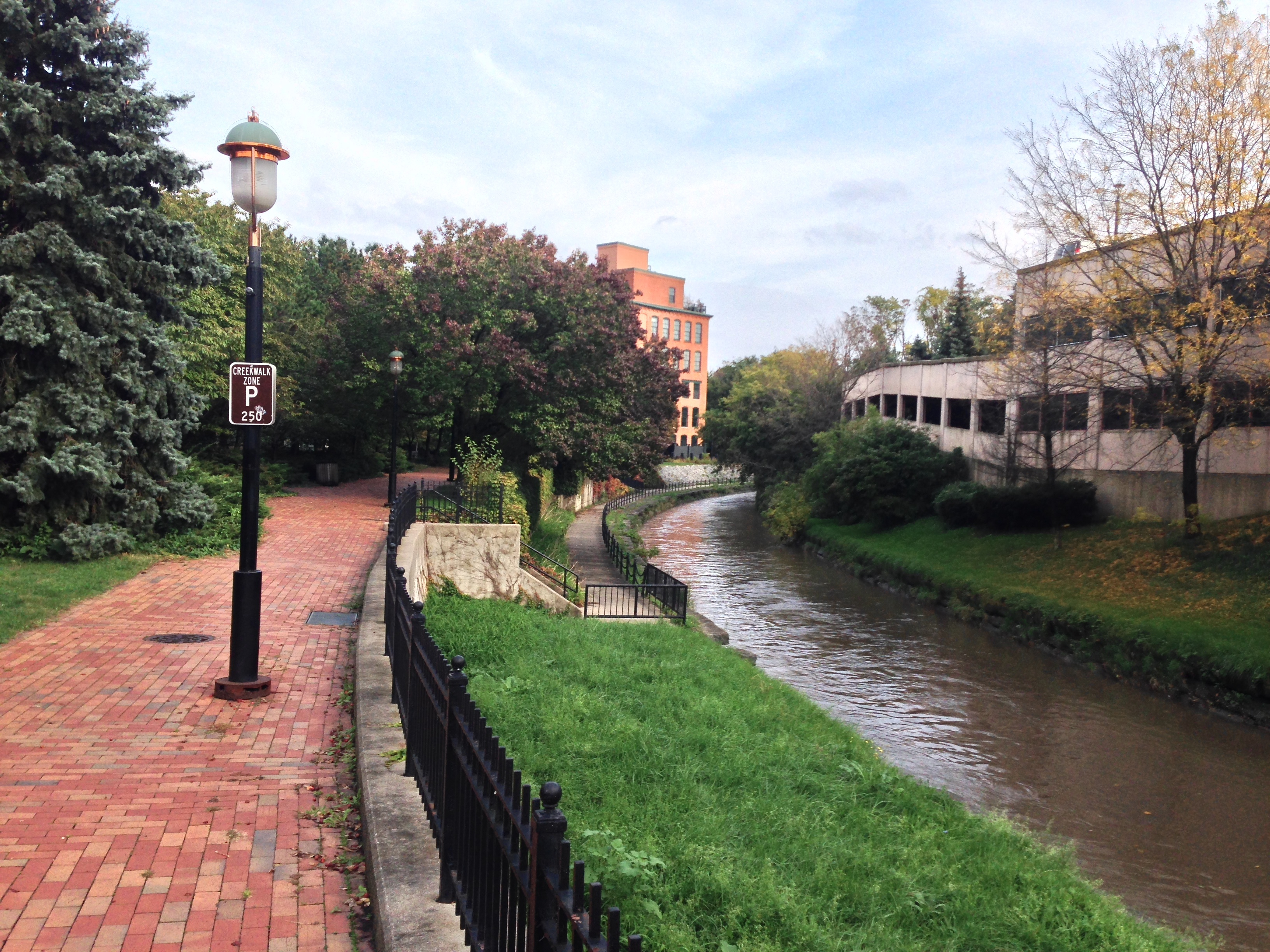
Onondaga Creek in Syracuse (2016)

Onondaga Creek – Einzugsgebiet

Der Onondaga Creek ist ein 44 km langer Fluss in Upstate New York. Von seiner Quelle aus fließt er in nördlicher Richtung, bis er bei Syracuse in den Onondaga Lake mündet. Er ist neben dem Ninemile Creek der größte Zufluss des Sees.